# Pyrellina ruficauda
Pyrellina ruficauda är en tvåvingeart som beskrevs av Malloch 1923. Pyrellina ruficauda ingår i släktet Pyrellina och familjen husflugor. Inga underarter finns listade i Catalogue of Life.